# Битва за західну Лівію (2019—2020)
Битва за західну Лівію — військова операція, оголошена 4 квітня 2019 року командувачем Лівійської національної армією (ЛНА) маршалом Х. Хафтаром, коли він наказав військам ЛНА почати наступ на столицю країни Триполі; було заявлено про намір очистити Триполі від «терористів», як він назвав визнаний ООН Уряд національної згоди (УНЗ), очолюваний  Фаїзом Сараджем і ісламістів,  що підтримують його .
На відміну від  УНЗ, яке спирається на США і Захід, Хафтар користується підтримкою ОАЕ, Єгипту, Росії, Саудівської Аравії, Франції, Ірану, які вважають його здатним відновити стабільність в країні і дати відсіч ісламістам. 75-річний Халіфа Хафтар, колишній наближений М. Каддафі, в останні роки неодноразово відвідував Москву і проводив переговори з міністром оборони РФ Сергієм Шойгу.
Наступ на Триполі почався напередодні Лівійської національної конференції, наміченої на 14-16 квітня в Гадамесі, розташованому на стику кордонів Лівії, Алжиру і Тунісу, і спрямованої на подолання кризи в країні і стану двовладдя. У ній мали взяти участь делегати всіх протиборчих сторін, щоб скласти «дорожню карту» для об'єднання розрізнених державних інститутів і проведення загальнонаціональних президентських і парламентських виборів, необхідність в яких була затверджена ще в травні 2018 року. У підсумку конференція була перенесена на невизначений термін.

## Хронологія
5 квітня, на наступний день після оголошення про початок операції,  армія Хафтара вступила в бойові зіткнення з загонами, які обороняли столицю; в Бенгазі («столиці» Хафтара) повідомили про перші санітарні втрати. Наступ на Триполі ведеться відразу з декількох напрямків.
Так звана військова рада «революціонерів» Місурати в своєму комюніке оголосила про готовність протистояти «зловісному наступу» — польові командири, які формально підкоряються Сараджу, закликали прем'єра «без зволікання» віддати накази командирам усіх підрозділів Заходу, щоб зірвати просування «бунтівного тирана», як вони назвали Хафтара, і його спроби стати «правителем» Лівії.
В ту ж ніч міністри УНЗ  виїхали в сусідній Туніс. Голова кабінету Фаїз Саррадж залишився в Триполі, він розпорядився створити об'єднаний оперативний штаб для щільної координації дій лояльних йому угруповань. Уряд національної єдності оголосив мобілізацію урядових сил в регіоні столиці у відповідь на загрозу Хафтара. У той же день підрозділи ЛНА, зайнявши по дорозі три невеликих міста на дорозі до Триполі, увійшли на територію колишнього міжнародного аеропорту (зруйнованого в 2014 році в ході міських боїв); встановивши контроль також над розташованими поруч районами Каср-Бен-Гашір і Сук аль-Хаміс.
6 квітня
ВПС УНЗ завдав авіаударів по наступаючим військам фельдмаршала Хафтара (після чого Хафтар оголосив про введення над західною Лівією безполітної зони для бойової авіації); також на допомогу УНЗ висунулися формування з Місурати.
7 квітня
Уряд в Триполі оголосив початок контрнаступу на позиції ЛНА в південних районах столиці, під назвами «вулкан гніву», щоб відкинути противника від Триполі. Штаб Хафтара повідомив про провал контрнаступу. У той же день УНЗ завдав авіаударів на війська ЛНА; у відповідь ВПС ЛНА завдала перших авіаударів по військах уряду Сараджа. Також ЛНА завдала авіаударів по чинному аеропорту Мітіга в Триполі (єдиному міжнародному), з метою знищення   військових літаків УНЗ, що  базувались  там..
Місія ООН в Лівії зажадала припинення вогню на дві години, щоб евакуювати мирних жителів.
Африканське командування Збройних сил США вивело контингент американських солдатів з Триполі через «складну і непередбачувану» ситуацію.
8 квітня
Сили ЛНА відступили з аеропорту біля Триполі (при цьому представник ЛНА заявив, що її сили не здавали аеропорт і досі його контролюють). Тривають удари по авіабазі Аль-Ватія в 130 кілометрах на північний захід від Триполі, яку займають сили Хафтара і використовують для нальотів на позиції  сил,  котрі  підтримують  УНЗ..
Число загиблих серед сил УНЗ зросла до 32 осіб.
В ніч з 9 на 10 квітня ЛНА відбила потужний наступ угруповань Щита Лівії і УНЗ на місто Азізія, в результаті  війська  УНЗ повернулися на свої позиції в районі Сван. У районі аеропорту все ще йдуть запеклі зіткнення. Також ЛНА просувається на півдні Триполі в районах Халлет і Айн Зара: силами Хафтара була захоплена в'язниця Рувеймі.
10 квітня
Війська Хафтара збили військовий літак, що вилетів з міста Місурата (легкий штурмовик L-39ZO; достовірно втрата не підтверджена). Також сили ЛНА взяли під контроль базу бригади N42 в Айн-Зорі, південна частина Триполі.
12 квітня
ЛНА продовжує просуватися на півдні Триполі: сили УНЗ вибиті з позицій в районі населеного пункту Сван.
Авіаційні підрозділи армії Хафтара продовжують активно застосовувати бойову авіацію (задіяні Су-22 М3).
14 квітня
Війська УНЗ збили МіГ-21 ЛНА, який мав намір здійснити повітряний наліт в районі населеного пункту Ваді ар-Рабі, що на південь від Триполі.
18 квітня
ЛНА відбила напад на свою авіабазу Таманхінт біля міста Сабха. Таманхінт використовується в основному для доставки спорядження і припасів. Потім звідти їх уже наземним способом відправляють на північ країни. Базу атакували невідомі озброєні люди після того, як Хафтар перекинув велику частину сил до Триполі. Напад вдалося відбити, проте один солдат ЛНА загинув.
Всесвітня організація охорони здоров'я повідомила, що за два тижні зіткнень біля лівійської столиці було вбито близько 205 чоловік. Серед жертв 18 — мирні жителі, ще 913 осіб отримали поранення.
19-20 квітня
На підступах до лівійської столиці йдуть запеклі бої із застосуванням авіації: сили, підконтрольні УНЗ, намагаються атакувати підрозділи ЛНА на південному і східному напрямках; авіація УНЗ п'ять разів бомбила населений пункт Гарьян і три рази — військову базу Аль-ватий.
22 квітня
Лівійська національна армія розпочала весняну фазу наступу на Триполі. Західний оперативний штаб армії почав другий етап відразу після того, як піхотні підрозділи відзвітували про виконання поставлених в першій фазі завдань. Серед них значилася зачистка території і виявлення основних і запасних позицій військ Уряду національної згоди.
23 квітня
Наземні сили ЛНА збили військовий літак, який намагався атакувати авіабазу в Ель-Джуфра, в 600 кілометрах на південний схід від Триполі. Авіаударів намагалися завдати три літаки, що належать УНЗ. Сили Хафтара змогли збити тільки один літак, два інших встигли піти від поразки. В УНЗ при цьому спростували втрату бойового літака.
25 квітня
ЛНА захопила стратегічно важливу позицію, відтіснивши сили УНЗ в районі міста Ель-Азізія в 55 кілометрах на північний захід від Триполі, таким чином завершивши тижневе протистояння в цьому регіоні. Захоплення позицій дає армії серйозну перевагу: звідси військові можуть зробити серйозний ривок до південних районів Триполі.
28 квітня
Глава МВС Уряду національної згоди (УНЗ) Фатхі Алі Башаг заявив про участь іноземної авіації в боях в Триполі. Раніше повідомлялося, що непізнаний безпілотний літальний апарат завдав ударів по місту з великою точністю, що можуть дозволити собі тільки дві арабських держави. Про які країни йдеться не уточнювалася; тим часом чиновники в Триполійскому кабміні неодноразово звинувачували ОАЕ і Саудівську Аравію в підтримці сил фельдмаршала. Крім того, міністр розкритикував позицію міжнародної спільноти, назвавши «ганебним його мовчання щодо бомбардувань Триполі». УНЗ не збирається вступати в діалог з Хафтаром,  оскільки той є представником школи колишнього режиму і має той же менталітет.
Урядові сили готуються почати третій етап «оборони Триполі»: «Ми перейшли від оборони до наступу, і в найближчі дні почнеться фаза вигнання сил агресора. Після видворення Хафтара буде представлена інша політична дорожня карта». Глава МВС зажадав від Хафтара «прийняти референдум по конституції і піти демократичним шляхом».
До цього часу збройні формування УНЗ втратили в боях за столицю понад 300 осіб; поранення отримали дві тисячі. Число   тих, хто  залишили свої будинки досягло 39 тис. людина.
29 квітня
Лівійська національна армія виявилася в 7 км від центру столиці. Армійські підрозділи протягом дня почали активний наступ в напрямку південного кварталу Салах-ед-Дін, повернувши собі контроль над військовим табором Ярмук, і захопивши паспортний стіл і поліцейський коледж. Хафтаровці відтягнули сили УНЗ в сільськогосподарські райони далеко від скупчень мирних жителів. Бойова авіація ЛНА завдала ударів по військовому коледжу в Салах-ед-Діні.
3 травня
ЛНА контролювала чотири південні райони Триполі: ес-Сабіа, Сук ес-Сабт, ель-Касарат і ель-Азізія. Серйозні зіткнення сталися поблизу міжнародного аеропорту Триполі.
4 травня
Глава  уряду національної згоди (УНЗ), що засідає у Триполі, Фаїз Саррадж на тлі успіхів ЛНА під керівництвом Халіфи Хафтара заявив про бажання співпраці з Москвою «у всіх областях».
5 травня
Лівійська національна армія в ході повітряних ударів знищила оперативний штаб УНЗ. Прямим ударам піддалися дипломатичний клуб, дорога, яка веде до мечеті ель-Кахілі. Раніше лівійське відділення Всесвітньої організації охорони здоров'я повідомило, що в результаті бойових дій за місяць загинули 345 осіб.
7 травня
Лівійська національна армія збила в районі Хіра, на південь від Триполі, літак Mirage F-1, що належить місратскім угрупованням Уряду національної згоди. Командир літака був узятий в полон, за словами ЛНА він найманець з Португалії.
11 травня
ЛНА просунулась у південних районах Тріполі, особливо у Аль-Азизии. До Сирту Лівійська національна армія перекинула армійські підрозділи, що може означати відкриття нової ділянки фронту найближчим часом. Після оволодіння стратегічно важливим Сиртом, сили Хафтара зможуть відкрити для себе новий напрямок уздовж узбережжя Середземного моря у бік Тріполі через Місурату, що знаходиться в 200 км. на схід від нього.
13 травня
13 травня ПНП повідомила про перехід під контроль Лівійської національної армії шосе між аеропортом Тріполі та містом Гар'ян, а також населеного пункту Касір-Бенгашир, та територій, прилеглих до Гар'ян.
Сили генерала Хафтара завдали авіаударів за позиціями Уряду національної згоди у Сук Аль-Хамісі.

## Вуличні протести
Починаючи з 12 квітня щоп'ятниці тисячі жителів Триполі і Місурата виходять на організовані акції в знак протесту проти агресивної політики фельдмаршала Хафтара, якого підтримують військові стратеги Франції, Об'єднаних Арабських Еміратів, Саудівської Аравії. Деякі з протестувальників носять «жовті жилети», тим самим підкреслюючи своє невдоволення офіційною політикою, що проводиться адміністрацією Е. Макрона.

## Міжнародна реакція
Генеральний секретар ООН Антоніу Гутерріш на своїй сторінці в Twitter 5 квітня закликав маршала Хафтара уникати кровопролиття в своїй країні і шукати політичних інструментів для вирішення лівійської кризи.
6 квітня група промислово розвинених держав G7 в спільній заяві попросила маршала Хафтара зупинити наступ на Триполі .
У той же день Росія висловилася за укладення політичної угоди між конфліктуючими сторонами.
30 квітня Реджеп Тайіп Ердоган офіційно підтримав дії Уряду Національного згоди, який, на його думку, «зіткнувся зі змовою проти єдності лівійського народу».